# Pistoia
Pistoia je grad u talijanskoj regiji Toskani, glavni grad istoimene pokrajine, smješten oko 30 km sjeverozapadno od Firence.

## Poznate osobe rođene u Pistoii
- Enrico Betti
- Mauro Bolognini
- Cino da Pistoia
- Klement IX.
- Ippolito Desideri
- Massimo Freccia (Valdibure)
- Licio Gelli
- Marino Marini
- Filippo Pacini
- Christian Orlandi

## Gradovi pobratimi
Pistoia je zbratimljena sa:
- Pau, Francuska, od 1975

## Vanjske poveznice
- Comune di Pistoia
- Turistička zajednica Pistoie: mnoštvo informacija i plan grada za download[neaktivna poveznica]
- Pistoia Blues Festival
- Virtualna šetnja gradom